# Guess (singolo)
Guess è un singolo della cantante britannica Charli XCX, pubblicato il 1º agosto 2024 come primo estratto dal primo album di remix Brat and It's Completely Different but Also Still Brat.
È stato candidato nella categoria alla miglior interpretazione pop di un duo o un gruppo ai Grammy Awards 2025.

## Descrizione
Si tratta di una versione alternativa del brano in collaborazione con la statunitense Billie Eilish e contenuta nella versione deluxe del sesto album in studio Brat. Il remix è stato descritto hyperpop da Clash.

## Video musicale
Il video, diretto da Aidan Zamiri, è stato reso disponibile in concomitanza con l'uscita del brano attraverso il canale YouTube di Charli XCX.

## Tracce
Testi e musiche di Charlotte Aitchison, Billie Eilish O'Connell, Dylan Brady e Harrison Patrick Smith.
1. Guess (feat. Billie Eilish) – 2:23

## Formazione
- Charli XCX – voce
- Billie Eilish – voce aggiuntiva
- Finneas O'Connell – produzione
- The Dare – produzione
- Idania Valencia – mastering
- Geoff Swan – missaggio

## Successo commerciale
Guess ha fatto l'entratta direttamente in cima alla Official Singles Chart, segnando la seconda numero uno di Charli XCX (la prima come artista principale) e la terza della Eilish nella classifica; nel corso della settimana ha accumulato 56 709 unità, rendendo Charli XCX la prima britannica a raggiungere il vertice della hit parade nazionale nel 2024.

## Classifiche

### Classifiche settimanali
| Classifica (2024)   | Posizione massima |
| ------------------- | ----------------- |
| Argentina           | 100               |
| Australia           | 1                 |
| Austria             | 3                 |
| Belgio (Fiandre)    | 38                |
| Brasile             | 46                |
| Canada              | 9                 |
| Croazia             | 12                |
| Danimarca           | 8                 |
| Emirati Arabi Uniti | 17                |
| Finlandia           | 11                |
| Francia             | 53                |
| Germania            | 14                |
| Grecia              | 10                |
| Irlanda             | 2                 |
| Islanda             | 8                 |
| Israele             | 49                |
| Italia              | 49                |
| Lettonia            | 1                 |
| Lituania            | 1                 |
| Lussemburgo         | 8                 |
| Norvegia            | 9                 |
| Nuova Zelanda       | 1                 |
| Paesi Bassi         | 14                |
| Panama              | 99                |
| Polonia             | 9                 |
| Portogallo          | 7                 |
| Regno Unito         | 1                 |
| Repubblica Ceca     | 5                 |
| Slovacchia          | 11                |
| Spagna              | 36                |
| Stati Uniti         | 12                |
| Sudafrica           | 32                |
| Svezia              | 7                 |
| Svizzera            | 5                 |
| Ungheria            | 30                |

### Classifiche di fine anno
| Classifica (2024) | Posizione |
| ----------------- | --------- |
| Australia         | 100       |
| Regno Unito       | 73        |

## Riconoscimenti
- BRIT Awards[35]
  - 2025 – Canzone dell'anno

- Grammy Awards[14]
  - 2025 – Candidatura alla miglior interpretazione pop di un duo o un gruppo

- MTV Europe Music Awards[36]
  - 2024 – Candidatura alla miglior collaborazione

- MTV Video Music Awards[37][38]
  - 2024 – Candidatura alla canzone dell'estate
  - 2025 – Candidatura al video con un messaggio sociale
  - 2025 – Candidatura alla miglior regia
  - 2025 – Candidatura al miglior montaggio
  - 2025 – Candidatura al miglior editing